# Johnny Knoxville
Philip John Clapp, Jr mais conhecido como Johnny Knoxville, (Knoxville, 11 de março de 1971) é um ator norte-americano de comédia e stunts performer (pessoa que desempenha perigosas acrobacias). Ele já atuou em uma série de filmes, mas é mais conhecido como o co-criador e principal estrela da série da MTV Jackass e os seus filmes posteriores. Johnny disse a uma entrevista a MTV que se o Jackass não desse certo ele ia virar wrestler e seu nome ia ser Johnny Dangerous Ass Knoxville.

## Vida pessoal
Knoxville tem uma filha chamada Madison. Pode ser vista nos créditos de Jackass 3. Em fevereiro de 2007, Knoxville e sua esposa (com quem foi casado por 11 anos), Melanie, se divorciaram. Eram casados desde 15 de maio de 1999.

## Carreira
Após graduar-se na South-Young High School em 1989, em Knoxville, mudou-se para a Califórnia para tornar-se um ator, e logo apareceu em comerciais. Não obtendo o sucesso que havia esperado, começou a escrever artigos e ideias para várias revistas. Também frequentou a American Academy of Dramatic Arts, pois tinha ganhado uma bolsa, mas saiu em duas semanas. Teve a ideia de testar equipamentos de defesa (armas e etc) em si mesmo e foi descoberto pela revista Big Brother, de Jeff Tremaine, e as maluquices foram filmadas e incluídas no vídeo Big Brother 2, cujo elenco contava também com os ainda desconhecidos Chris Pontius, Steve-O e Dave England.

### Jackass
Eventualmente, Johnny Knoxville, Tremaine, Sean Cliver e Dave Carnie produziram um piloto, com cenas do Big Brother, juntamente com vídeos do CKY de Bam Margera, e com a ajuda do amigo de Tremaine, o cineasta Spike Jonze, fizeram um vídeo com vários stunts. Um acordo foi feito com a MTV e assim Jackass nasceu. Johnny Knoxville também participou do Gumball 3000 para Jackass, juntamente com as co-estrelas Steve-O e Chris Pontius e o diretor de Jackass Jeff Tremaine e produtor Dimitry Elyashkevich. Antes de Jackass chegar na MTV, Johnny Knoxville e companhia rejeitaram uma oferta do Saturday Night Live para o show num programa semanal.

### Acidente
Em 2008, Johnny Knoxville sofreu um "leve" acidente durante as filmagens do filme especial Evil Knievel em que ele fazia (junto com alguns amigos seus que participaram de Jackass - The Movie e Jackass 2, Matt Hofman e Tony Hawk) acrobacias com motos de corrida e subidas em rampas montanhosas. Em uma de suas manobras, Johnny Knoxville perdeu o controle da moto, largando-a em pleno ar e em seguida caindo no chão com a moto atingindo-o, logo após a queda, nos testículos. O acidente o deixou debilitado durante alguns meses, mas ao que parece, ele já se recuperou e voltou à ativa.

### Caso no Aeroporto Internacional
Em 15 de Janeiro de 2009, o ator Johnny Knoxville foi detido no aeroporto internacional de Los Angeles. Foi encontrado com uma granada falsa em sua bagagem. Segundo o site TMZ, Knoxville estava no terminal da American Airlines quando o raio-x da segurança mostrou algo suspeito na bagagem de mão que carregava. Mas tratava-se apenas de um souvenir que incluía-se como parte de um ensaio fotográfico que Johnny Knoxville havia feito em Las Vegas.

## Filmografia
- Desert Blues (1995) - Bob
- Coyote Ugly (2000) - College Guy (uncredited)
- Life Without Dick (2001) - Dick Rasmusson
- Don't Try This At Home: The Steve-O Video (2001)
- Big Trouble (2002) - Eddie Leadbetter
- Deuces Wild (2002) - Vinnie Fish
- Men in Black II (2002) - Scrad/Charlie
- Jackass: The Movie (2002)
- Grand Theft Parsons (2003) - Phil Kaufman
- Walking Tall - Ray Templeton
- A Dirty Shame (2004) - Ray Ray Perkins
- Lords of Dogtown (2005) - Topper Burks
- The Dukes of Hazzard (2005) - Luke Duke
- The Devils Rejects (2005)- Cop (uncredited)
- Daltry Calhoun (2005) - Daltry Calhoun
- The Ringer (2005) - Steve Barker (Jeffy Dahmor)
- Jackass Number Two (2006)
- Jackass 2.5 (2007)
- Jackass 3D (2010)
- Jackass 3.5 (2011)
- Fun Size (2012)
- The Last Stand (2013)
- Movie 43 (2013)
- Vovô Sem Vergonha - (2013) Grandpa
- Skiptrace - (2015) - Connor Watts
- As Tartarugas Ninja: Fora das Sombras - (2016) - Leonardo (voz)
- Polar (2019) - Michael Green